# 植田佳奈
植田佳奈（日语：／ Ueda Kana，1980年6月9日—），日本女性声优，出生於奈良縣生駒市，於大阪府東大阪市長大。現在是I'm Enterprise旗下的聲優。代表作為「瑪莉亞的凝望」的福澤祐巳、「學園愛麗絲」的佐倉蜜柑、「魔法少女奈葉系列」的八神疾風、「Fate/stay night」的遠坂凛、「旋風管家」的愛澤咲夜、「魔法人力派遣公司」的穗波·高瀨·安布勒、「天才麻將少女」的宮永咲、「蒼翼默示錄系列」的雷琪兒·阿爾卡特等。

## 簡歷
- 童年時在大阪府東大阪市渡過。
- 極愛玩網絡遊戲，和綠川光一樣被稱為「網絡遊戲廢人」。
- 另一興趣是麻將，號稱「植田雀莊莊主」。
- 因在關西出生，故經常為「關西腔」角色配音。[1]
- 曾與聲優中原麻衣、斎藤千和及森永理科結成組合「Mix JUICE」（みっくすJUICE）
- 與同屬同一事務所的森永理科和伊月唯關係良好。（兩者現在均已退社）
- 由於替多個雙馬尾的角色配音，因此被部分粉絲稱為雙馬尾聲優。[2]
- 最新的个人日志中表示，现在是Xbox 360的核心玩家，着迷于《最後一戰3》，最近曾在8人聯機對戰比賽中連續奮战16小時，是有史以來頭一次熬夜通宵遊戲。目前属于陶山章央为核心的光晕战队。也在《最後一戰3：ODST》和《決勝時刻：現代戰爭3》中配音。

## 主要參與作品

### 電視動畫
※主要角色以粗體顯示
2001年
- 最终幻想：无限（妮巴）
- ANGELIC LAYER 天使領域（瀨戶林子）
- 人造人009（伊文·威士奇〈001〉）
- 破邪巨星G弹劾凰（女子高生A、少女、杉亮子）
- Chance～Triangle Session～（森村純）

2002年
- 鬼眼狂刀（安底羅〈杏樹〉、歲世）

2003年
- 真月譚月姬（琥珀）
- 真珠美人魚（沙羅）
- DEAR BOYS（女子生徒）
- Green Green（森村麗華）
- 妄想科學美少女（冬出百合）

2004年
- 學園愛麗絲（佐倉蜜柑）
- 瑪莉亞的凝望（福澤祐巳）
- 詩∽片（南）
- 光與水的女神（葉山靜香）
- 不平衡抽籤（莉莎·漢維）
- 爆裂天使（洋子）
- 老師的時間（富永美奈子）
- 抓鬼天狗幫（都）
- 神無月的巫女（比奈）
- 仙境傳說（莉莎）
- 忘卻的旋律（小鳩）
- 棉花糖通訊（茉莉、太空女孩、漢吉）
- 捆包結三人組（外星人女性）
- 真珠美人魚Pure（沙羅）

2005年
- 極上生徒會（矩繼琴葉）
- 魔法少女奈葉A's（八神疾風）
- 我的主人愛作怪（倉內安奈）
- 地獄少女（橋本真由美）
- 嬉皮笑園（桃瀨久留美）
- 雙戀Alternative（報導者）
- 我是小黏黏（黏子〈藤村鳩子〉）
- LOVELESS（羽渡唯子）

2006年
- Fate/stay night（遠坂凜）
- 女生愛女生（大佛彈）
- 非戰特攻隊：帝國陸軍情報部第3課（史堤金曹長）
- 玻璃艦隊（愛玫爾）
- ディノブレイカー（兒童A）
- 神奇寶貝超世代（ルナ）
- Tactical Roar（深水珊瑚）
- 死神的歌謠（藤島豐花）
- TOKKO 特公（鈴鹿紅葉）
- 流星洛克人（白金露娜）
- MÄR 魔兵傳奇（斐拉·愛伊）
- 我的裘可妹妹（蓮木秀子）
- 銀魂（花子）

2007年
- 魔法少女奈葉StrikerS（八神疾風）
- 風之聖痕（大神操）
- 銀河鐵道物語〜給永遠的分岐點〜（フレル）
- 天元突破 紅蓮螺巖（奇諾恩）
- 殭屍借貸（宵町曆）
- 無敵偵探貴公子（三重野初實、蒼花）
- 初瓣（玉城春子）
- 鋼鐵神吉克（珠城椿）
- 旋風管家（愛澤咲夜）
- 魔法人力派遣公司（穗波·高瀨·安布勒）
- 魔人偵探腦嚙涅羅（桂木彌子）
- 流星洛克人 Tribe（白金露娜）
- 校園烏托邦 學美向前衝！（家庭科部部長）
- 棒球大聯盟 第三季（中村美保）
- 東京魔人學園剣風帖 龍龍（玛莉·克蕾娅）

2008年
- 逮捕令（少女）
- 紅 kurenai（林·倩心）
- 武裝機甲（遠藤靜奈）
- 死后文（芙蜜卡〈文伽〉）
- 乃木坂春香的秘密（七城那波）
- 超能力少女兰（名波翠）
- 图书馆战争（中澤毬江）※DVD第三卷特典 TV未放送话
- 银魂 第三季（花子）
- 棒球大联盟第四季（中村美保）
- 鹡鸰女神（夜见）

2009年
- 我們這一家（大西）
- 花冠之淚（盧斯提）
- 毒蛇信条（クリス）
- 咲-Saki-（宮永咲）
- 旋風管家 第二季（愛澤咲夜）
- 瑪莉亞的凝望第四季（福澤祐巳）
- 大正野球娘（川島乃枝）
- 科學超電磁砲（固法美偉）
- 肯普法（植田理香）

2010年
- 無法掙脫的背叛（阿修雷）
- 學生會長是女僕（小昴）
- 信蜂 REVERSE（賽莉卡）
- 空之音（雪子）

2011年
- FreeZing（阿蒂亚·席梦思）
- 食夢者瑪莉（河浪千鶴）
- 白兔糖（前田春子）
- 神的記事本（藤島佳代）
- Fate/Zero（遠坂凜）

2012年
- 羅馬浴場（山口）
- AKB0048（板野友美）
- 神奇宝贝BestWishes（風露）
- 咲-Saki- 阿知賀編 episode of side-A（宮永咲）
- 加速世界（冰見晶/Aqua Current）
- 無賴勇者的鬼畜美學（五泉千影）
- 新全職獵人（妮翁）
- 少女與戰車（河嶋桃）
- 旋風管家！CAN'T TAKE MY EYES OFF YOU（愛澤咲夜）
- 麵包超人（竹筍男孩〈第2代〉、小摩〈第2代〉）

2013年
- 旋風管家Cuties（愛澤咲夜）
- 悠悠式（相川的母親）
- 科學超電磁砲S（固法美偉）
- 斯特拉女学院高等科C³部（瀨戶葵）
- 超次元戰記 戰機少女（愛芙）
- Fate/kaleid liner 魔法少女☆伊莉雅（遠坂凜）
- 蒼翼默示錄Alter Memory（雷琪兒·阿爾卡特）
- 名偵探柯南（桧原光）
- 噬血狂襲（寂靜破除者）

2014年
- 天才麻將少女 全國篇（宮永咲）
- 屬性同好會（境多摩）
- 愛絲卡&羅吉的鍊金工房～黃昏天空之鍊金術士～（瑪麗翁·昆恩）
- Fate/kaleid liner 魔法少女☆伊莉雅 2wei（遠坂凜）
- Fate/stay night [Unlimited Blade Works]（遠坂凜）

2015年
- 暗殺教室（不破優月）
- 魔法少女奈葉ViVid（八神疾風）
- 雙槍激鬥（龍膽靜音）
- GANGSTA.（洛蕾塔·克里斯蒂亞諾·阿莫迪奧）
- 青春×機關槍（相樂）
- 比基尼鬥士（聖騎士）
- Fate/kaleid liner 魔法少女☆伊莉雅 2wei Herz!（遠坂凜）
- 航海王－多雷斯羅薩篇（拉米）

2016年
- 暗殺教室 第2期（不破優月）
- 幸運邏輯（皮耶里早乙女）
- Re:從零開始的異世界生活（安娜塔西亞·合辛）
- 少年女僕（日野的母親）
- 在下坂本，有何貴幹？（咪醬）
- 境界之輪迴 第2期（陽子）
- Fate/kaleid liner 魔法少女☆伊莉雅 3rei!!（遠坂凜）
- 半田君傳說（鶇）

2017年
- 偶像事變（高崎梅布爾）
- 在地下城尋求邂逅是否搞錯了什麼 外傳 劍姬神聖譚（亞莉亞）
- 雛邏輯～來自幸運邏輯～（森谷夕子）
- 戰鬥女子學園（星月美香）
- 獨占我的英雄（大柴美保）

2018年
- 愛吃拉麵的小泉同學（大澤絢音）
- citrus（藍原梅）
- Fate/EXTRA Last Encore（遠坂凜）
- 名侦探柯南（夏目明日香）
- 高分少女（遠野老師[3]）

2019年
- 格林筆記 The Animation（小紅帽的母親、村裡的女性C）
- 魔法少女特殊戰明日香（Estrella☆克勞狄婭）
- 粉彩回憶（A子）
- 鬼滅之刃（下弦之肆:零餘子）
- 高分少女II（遠野老師）
- GO!GO! 小金剛
- Fate/Grand Order -絕對魔獸戰線巴比倫尼亞-（伊斯塔、艾蕾修卡）
- 夢幻之星Online2 EPISODE ORACLE（莎拉）

2020年
- 科學超電磁砲T（固法美偉）
- 黑色五葉草（溫蒂尼）
- 弩級戰隊HXEROS（蠶蛾蟲）
- 棒球大聯盟2nd 第2期（藤井美保）
- 夢夢貓（舞良媽媽）
- 滿溢的水果塔（利音的母親）

2021年
- 怪病醫拉姆尼（彩芽）
- Re:從零開始的異世界生活 2nd season（安娜塔西亞·合辛）
- 大運動會 ReSTART!（柳田球美）
- Fairy蘭丸（蒂娜）
- 86－不存在的戰區－（葛蕾蒂·維契爾）
- 夢夢貓 Mix！（舞良媽媽）
- 蠟筆小新（阿畑光）
- 魯邦三世 PART6（重富瑠璃子）

2022年
- 寶可夢 旅途（焰華）
- 超異域公主連結 Re:Dive Season 2（胡桃[4]）
- 名偵探柯南（柿本須惠子）
- 魔法使黎明期（費莉亞）
- 足球風雲 Goal to the Future（辻彩香）

2023年
- 絆之Allele（Ada[5]）
- 轉生貴族的異世界冒險錄～不知自重的眾神使徒～（四天王C）
- 我的幸福婚約（齋森香乃子）
- 神奇柑仔店 錢天堂（井口智美）
- 絆之Allele 第2期（Ada）

2024年
- Re:Monster（哥布江[6]→亞絲江）
- SHIBUYA♡HACHI（奈奈[7]）
- 搖曳露營△ SEASON3（高山的老婆婆）
- 美妙寵物 光之美少女（微笑[8]）
- Re:從零開始的異世界生活 3rd season（安娜塔西亞·合辛[9]）

2026年
- Re:從零開始的異世界生活 4th season（安娜塔西亞·合辛[10]）

### OVA
- 草莓100% - 向井梢
- 今天的五年二班 - 日高惠
- 瑪莉亞的凝望 - 福澤祐巳
- 絕對衝激 ～PLATONIC HEART～ - 劉月麗
- 秋日天空 - 葵奈美
- 科學超電磁砲 OVA - 固法美偉

2010年
- 幻想嘉年華 - 遠坂凛

2012年
- 堀與宮村 - 吉川由紀

2014年
- 堀與宮村 - 吉川由紀

2015年
- 堀與宮村 - 吉川由紀
- 鬼燈的冷徹 - 大判

2021年
- Fate/Grand Carnival - 伊絲塔、艾蕾修卡

### 剧场版动画
2010年
- 劇場版 Fate/stay night UNLIMITED BLADE WORKS（遠坂凛）

2012年
- 魔法少女奈葉 The MOVIE 2nd A's（八神疾風）
- 強襲魔女 劇場版（海德瑪瑞·W·施瑙佛）

2015年
- 少女與戰車 劇場版（河嶋桃）

2016年
- 加速世界 INFINITE∞BURST（冰見晶／Aqua Current）

2017年
- 劇場版 Fate/stay night/Heaven's Feel（遠坂凛）
- 魔法少女奈葉Reflection（八神疾風、迪亚琪）
- 光之美少女 Dream Stars!（古屋理子）
- 少女與戰車 最終章（第1話）（河嶋桃）

2018年
- 魔法少女奈葉Detonation（八神疾風、迪亚琪）
- 劇場版 Fate/stay night/Heaven's Feel II（遠坂凛）

2019年
- 少女與戰車 最終章（第2話）（河嶋桃）

2020年
- 劇場版 Fate/stay night/Heaven's Feel III（遠坂凛）

2021年
- 少女與戰車 最終章（第3話）（河嶋桃）

2023年
- 少女與戰車 最終章（第4話）（河嶋桃、香草）

2025年
- 少女與戰車 更加相親相愛作戰！（河嶋桃[11]）

### 网路动画
2018年
- 衛宮家今天的餐桌風景（遠坂凜）

2024年
- 雀魂 KANG！！（福姬[12]）
- Fate/Grand Order 搞不懂的藤丸立香 第2期（伊絲塔）

2025年
- 從前從前有隻貓 世界喵童話（シロネコ[13]）

### 遊戲
- 桃色大戰（ルナ・ル・ベル）
- Ever17：the Out of Infinity - 松永沙羅
- Fate/stay night [Realta Nua] - 遠坂凛
- Wrestling Angel Survivor - 小縞聰美、榎本綾
- 武裝神姬BATTLE RONDO - 寅型MMS ティグリース
- 召喚夜響曲 雙紀元 ~精靈們的共鳴~ - 麗哈
- 牧場物語未知大地 - 優尼
- White Princess the second（浦辺なつみ）
- Clear -クリア-（妃弓鶴）
- 美德傳奇（帕絲嘉露）
- 超次元遊戲：海王星（愛芙）
- 死神与少女 - 遠野沙夜
- 时间与永远（莫比乌斯）
- 女王之門混沌螺旋（艾莉絲）
- 青春はじめました！（南雲有栖）
- 三国志パズル大戦（紡績）
- 地下城與勇士（女鬼剑士）
- 命運召喚士 亞雀的精靈石 - 莎娜·波亞涅特
- 紙片人paperman（莉莉）
- 碧蓝幻想（尤艾尔）
- 雀姬（宮本彩衣）
- 雀魂（宮永咲）（福姬）

2008年
- Fate/unlimited codes（遠坂凛）
- 蒼翼默示錄 Calamity Trigger (雷琪兒·阿爾卡特)

2009年
- Fate/tiger colosseum（遠坂凛）

2010年
- Fate/EXTRA - 遠坂凛
- 魔法少女奈葉A's 王牌之戰（八神疾風、マテリアルD）

2011年
- 魔法少女奈葉A's 命運齒輪（八神疾風、罗德·迪亚琪）

2013年
- Fate/EXTRA CCC（遠坂凛）
- 魔法与科学的群奏活剧（固法美伟）

2015年
- 乖離性百萬亞瑟王（遠坂凜）
- 七龙珠群雄（界王神狂战士/）

2016年
- 女友伴身邊（三條八重）
- 女友伴身邊（♪）（三條八重）
- 钢铁少女（雪風、喬治五世國王、加賀、貝利）
- 神域召喚Valkyrie Connect（女武神兀爾德、機甲拳士希芙）
- 超级七龙珠群雄（界王神狂战士/）

2017年
- Fate/Grand Order（伊斯塔（憑附遠坂凛的神靈）、艾蕾修卡（憑附遠坂凛的神靈））

2018年
- 蒼翼默示錄Cross Tag Battle（雷琪兒·阿爾卡特）
- Sdorica 萬象物語（泉）
- 超異域公主連結 Re:Dive（胡桃）
- Dragalia_Lost ～失落的龍絆～（伊兒提米亞、葉潔莉特）
- 永恆冒險（拉塞爾）

2019年
- 白金火車（日语：プラチナ・トレイン）（望七百）
- 魔法禁书目录 幻想收束（固法美伟）
- 明日方舟（天火）
- 少女前線（64式自、X95）

2020年
- 守望傳說（旅館老闆娘蘿蘭茵）

2021年
- 重裝戰姬（莉莉安）
- 原神 (宵宮)
- 白夜極光 （娜席里絲）

2025年
- 鳴潮 (珂萊塔)
- Fate/EXTRA Record（遠坂凛）
- 王者荣耀（安琪拉）
- Ever17 -the out of infinity-（松永沙羅）
- 蔚藍檔案（天地仁耶[14]）
- 勝利女神：妮姬（K[15]）

### 彈珠機
- CR戰國乙女（上杉謙信）
- 魔法少女奈叶A's The Pachinko（八神疾风）

### 其他
- 手機少女（後刀美彌）

### 廣播劇CD
- 漂亮怪獸（瑪麗絲·米夏）
- 魔法少女奈叶A's Sound Stage（八神疾风）
- 魔法少女奈叶StrikerS Sound Stage（八神疾风）
- 魔法少女奈叶 The MOVIE 2nd A's 廣播劇CD Side-T（八神疾风）
- 魔法少女奈叶 The MOVIE 2nd A's 廣播劇CD Side-Y（八神疾风）
- 魔法少女奈叶INNOCENT Sound Stage（八神疾风、狄亚琪·K·库罗迪亚）
- 魔法少女奈叶Reflection 廣播劇CD（八神疾风）

### 外國動畫
- 公主闖天關（星星蝶舞）